# Teruhito Sugawara

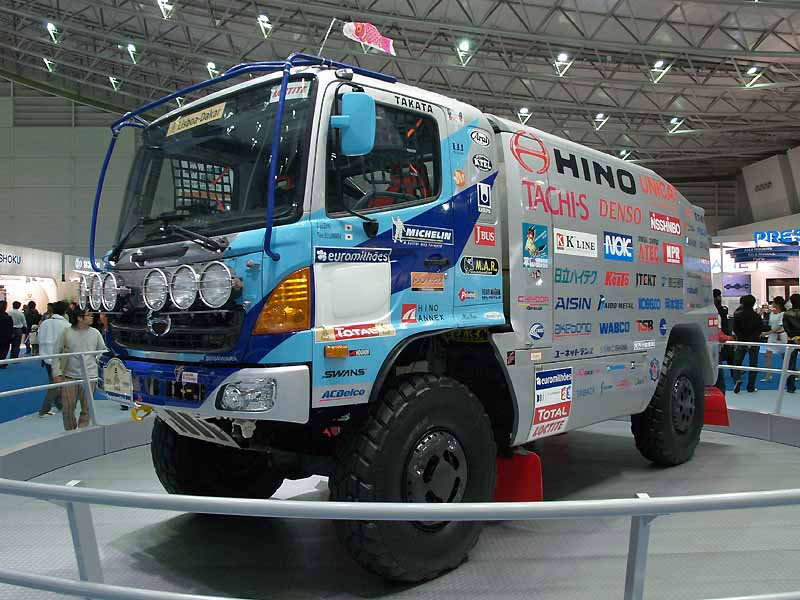
Yoshimasa Sugawaras Hino Ranger von 2007 in dem Teruhito Sugawara als Navigator fuhr.

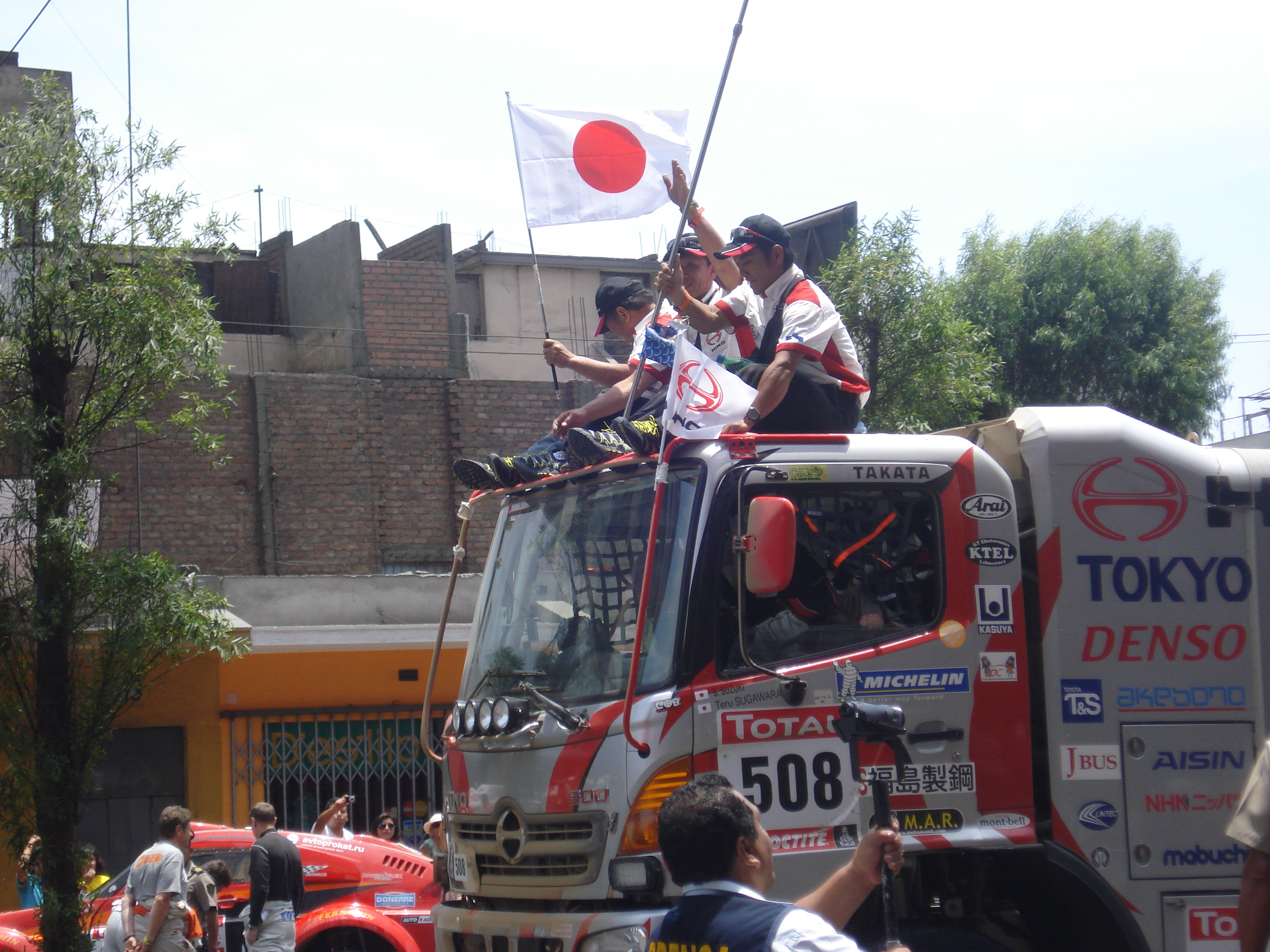
Teruhito Sugawara bei der Rallye Dakar 2012

Teruhito Sugawara (japanisch 菅原 照仁 Sugawara Teruhito; * 13. Juli 1972 in Minato (Tokio)) ist ein japanischer Rallye-Raid-Fahrer, der Sohn des ehemaligen Rallye-Fahrers Yoshimasa Sugawara und Teamchef des Hino Team Sugawara.

## Karriere
Sugawara begann seine Motorsportkarriere Anfang der 1990er Jahre und nahm zunächst beispielsweise als Mechaniker an der Rallye Dakar 1998 teil. Er gewann, nach mehreren vorherigen Teilnahmen, 1999 die Meisterschaft der japanischen Buggy-Speedway  JFWDA Championship Race Series sowie das 1. Drei-Stunden-Sandrennen in Nozawa. 
Im selben Jahr nahm er als Navigator an der Seite seines Vaters Yoshimasa Sugawara auf einem Hino Ranger in der Klasse der LKW an der Rallye Dakar 1999 teil. Seit 1999 ist er regelmäßiger Teilnehmer der Rallye Dakar, bis 2004 als Navigator und ab 2005 überwiegend als Fahrer auf Hino Ranger. Zur Rallye Dakar 2001 belegte er den zweiten Platz in der LKW-Wertung und fuhr in den anderen Jahren meist Plätze unter den Top Ten ein. Von 2009 bis 2021 war er 13 Mal in Folge Sieger bei den LKW mit unter 10 Liter Hubraum. 
Neben der Rallye Dakar fuhr Sugawara auch weitere Rallyes wie die Silk Way Rally, die Pharaonen-Rallye (Ägypten) sowie zehn Mal die Rally Mongolia. Im Jahr 2003 gewann er die Pharaonen-Rallye in der Klasse der LKW. 
Neben sehr wenigen Teilnahmen mit einem Buggy, Suzuki Jimny oder Mitsubishi Pajero fuhr Sugawara überwiegend auf Hino Ranger in der Klasse der LKW. Seit dem Rücktritt seines Vaters 2019 ist er Teamchef des Hino Team Sugawara. Im Jahr 2021 gewann er die Heil Toyota International Rally auf einem HINO 600 Hybrid, den er seit dem Folgejahr bei der Rallye Dakar 2022 einsetzt.